# Thinocorus
Genre
Thinocorus est un genre de petits oiseaux limicoles d'Amérique du Sud de la famille des Thinocoridae. Ses deux espèces ont pour nom normalisé Thinocores.

## Liste des espèces
D'après la classification de référence (version 14.1, 2024)de l'Union internationale des ornithologues, il y a 2 espèces du genre Hesperoburhinus (ordre philogénique) :
- Thinocorus orbignyianus Geoffroy Saint-Hilaire, I & Lesson, RP, 1831 – Thinocore d'Orbigny ;
- Thinocorus rumicivorus Eschscholtz, 1829 – Thinocore de Patagonie.